# Rivière Sunwapta
La rivière Sunwapta (en anglais : Sunwapta River), est une des principaux affluent de la rivière Athabasca dans le parc national de Jasper dans la province d'Alberta, au Canada. 

## Cours
La rivière Sunwapta prend sa source près de Columbia Icefield dans la vallée à l'ouest-nord--ouest du passage Sunwapta, qui sépare le parc national de Jasper du parc national de Banff. Plusieurs kilomètres en descendant la vallée se trouve le lac Sunwapta, au pied du glacier Athabasca, qui est considéré comme étant la source de la rivière. Le cours de la rivière Sunwapta continue vers le nord-ouest à travers le parc national de Jasper, suivant l'Icefields Parkway, et finit par rejoindre la rivière Athabasca peu après les chutes Sunwapta.
Sunwapta vient de la langue Stoney signifiant « rivière turbulente. » Le géologue A.P. Coleman nomme la rivière en 1892.

## Affluents
- Kitchener Creek
- Tangle Creek
- Woolley Creek
- Beauty Creek
- Diadem Creek
- Grizzly Creek
- Jonas Creek
- Poboktan Creek

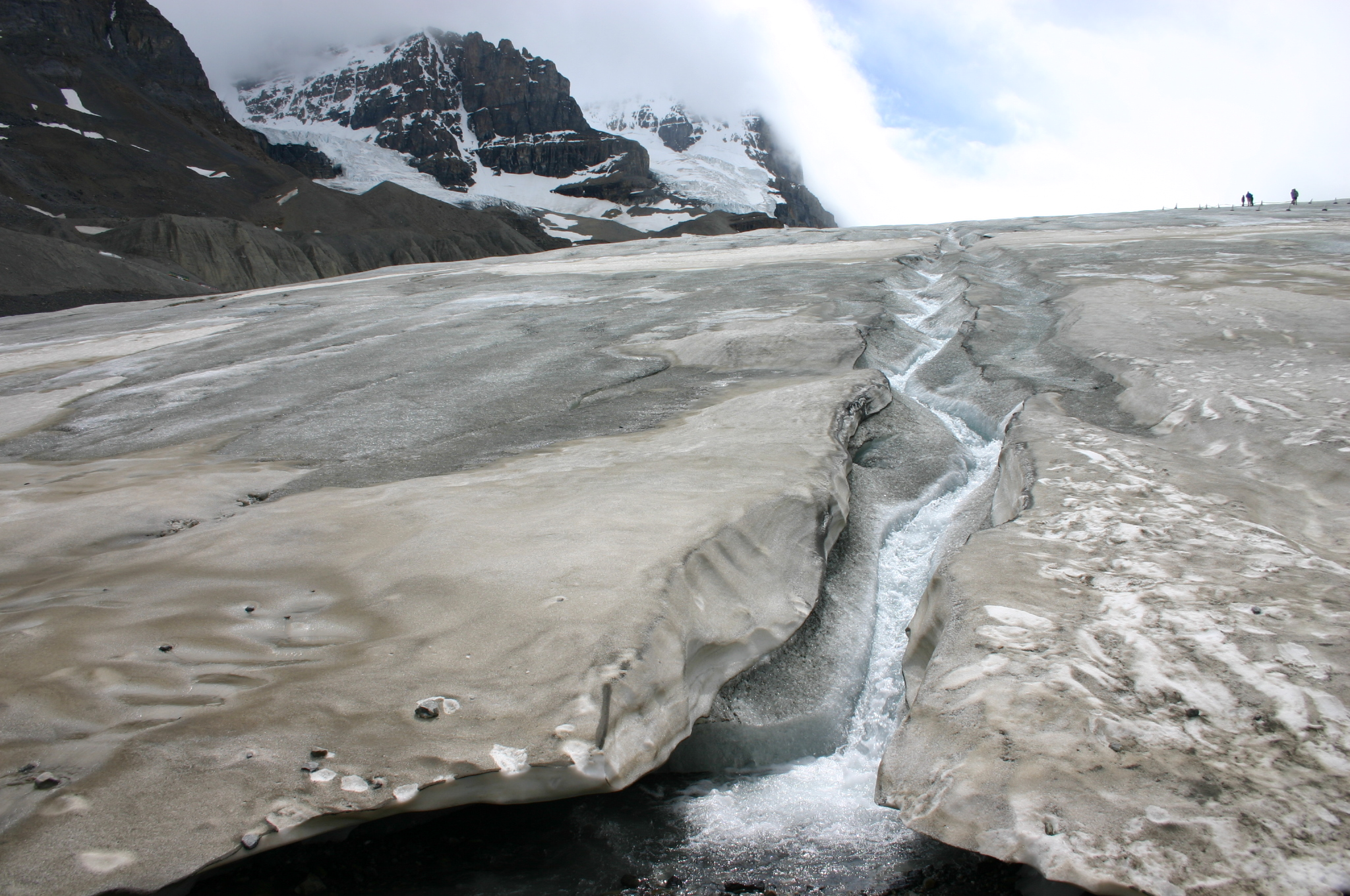
La rivière Sunwapta prend sa source au pied du glacier Athabasca